# Квентин Дорвард (мини-сериал)
«Кве́нтин До́рвард»  (англ. Quentin Durward) — франко-немецкий 7-серийный мини-сериал, поставленный в 1971 году по одноимённому роману сэра Вальтера Скотта на французском телевидении, режиссёр Жиль Гранжье.

## Сюжет
Действие происходит в средневековой Франции, в 1468 году. Скрываясь от своих шотландских врагов, молодой шотландец Квентин Дорвард, с помощью друга, под видом монаха вынужден покинуть родную Шотландию и уехать во Францию. Там он нанимается на службу в шотландскую гвардию французского короля Людовика XI. Тем временем в Бургундии герцог Карл Смелый объявляет молодой, богатой и знатной графине Изабелле де Круа, что он намеревается выдать её замуж за графа Кампо-Бассо, одного из своих приближённых. Изабелла отказывается выполнить волю своего сюзерена и под покровом ночи тайно бежит вместе с тётей из Бургундии во Францию искать защиты и спасения у короля Людовика XI. Молодые люди в надежде на спасение, сами того не подозревая, оказываются в большой опасности, попадая в центр борьбы между королём Франции и герцогом Бургундии.

## В ролях
| Актёр            | Роль                                    |
| ---------------- | --------------------------------------- |
| Амадеус Аугуст   | Квентин Дорвард                         |
| Мари-Франс Буайе | Изабелла де Круа                        |
| Вильям Сабатье   | Карл Смелый, герцог Бургундии           |
| Мишель Витольд   | Людовик XI, король Франции              |
| Кларисса Дедон   | Амелина де Круа, тётя Изабеллы          |
| Филипп Аврон     | Бертран                                 |
| Ги Кернер        | Тристан-Отшельник                       |
| Жан Нергаль      | Гийом де Ламарк                         |
| Жорж Маршаль     | граф де Кревкёр                         |
| Жан Моно         | кардинал де Балю                        |
| Андре Умански    | цыган Хайраддин                         |
| Клер Морье       | Марион                                  |
| Робер Парти      | граф Кампо-Бассо                        |
| Роже Пиго        | граф де Дюнуа                           |
| Дени Савиньё     | герцог Орлеанский                       |
| Андре Вальми     | Оливье Ле Ден                           |
| Ноэль Роквер     | Людовик Лесли                           |
| Андре Вальтье    | капитан Каннингэм                       |
| Марк Бонсёну     | Ле Муан                                 |
| Джон Бертон      | портной                                 |
| Филипп Кастелли  | Труазешель                              |
| Роже Трапп       | Петит Андре                             |
| Даниэль Данкур   | офицер бургундской армии                |
| Жак Данвиль      | шут Оливье                              |
| Жан Дешамп       | отец Сюперьё                            |
| Ги Делорм        | начальник телохранителей епископа Льежа |

## Съёмочная группа
- Режиссёр: Жиль Гранжье
- Продюсеры: Колетт Флери, Роджер Ван Миллем
- Сценарий: Пьер Ниволе (диалоги), Жак Сомме, Вальтер Скотт (автор романа)
- Композитор: Жорж Гарваренц
- Оператор: Роже Дюкюло
- Художник-постановщик: Робер Джордани
- Художник по костюмам: Жорж Комбе

## Примечание
- Мини-сериал состоит из 7 серий длительностью по 55 минут каждая.
- Премьера мини-сериала во Франции состоялась на канале ORTF с 28 января по 11 марта 1971 года, повтор — с 9 сентября по 19 октября 1972 года и в 1975 и 1980 годах на телеканале TF1. Премьера в Германии состоялась 27 апреля 1971 года.

## Места съёмок

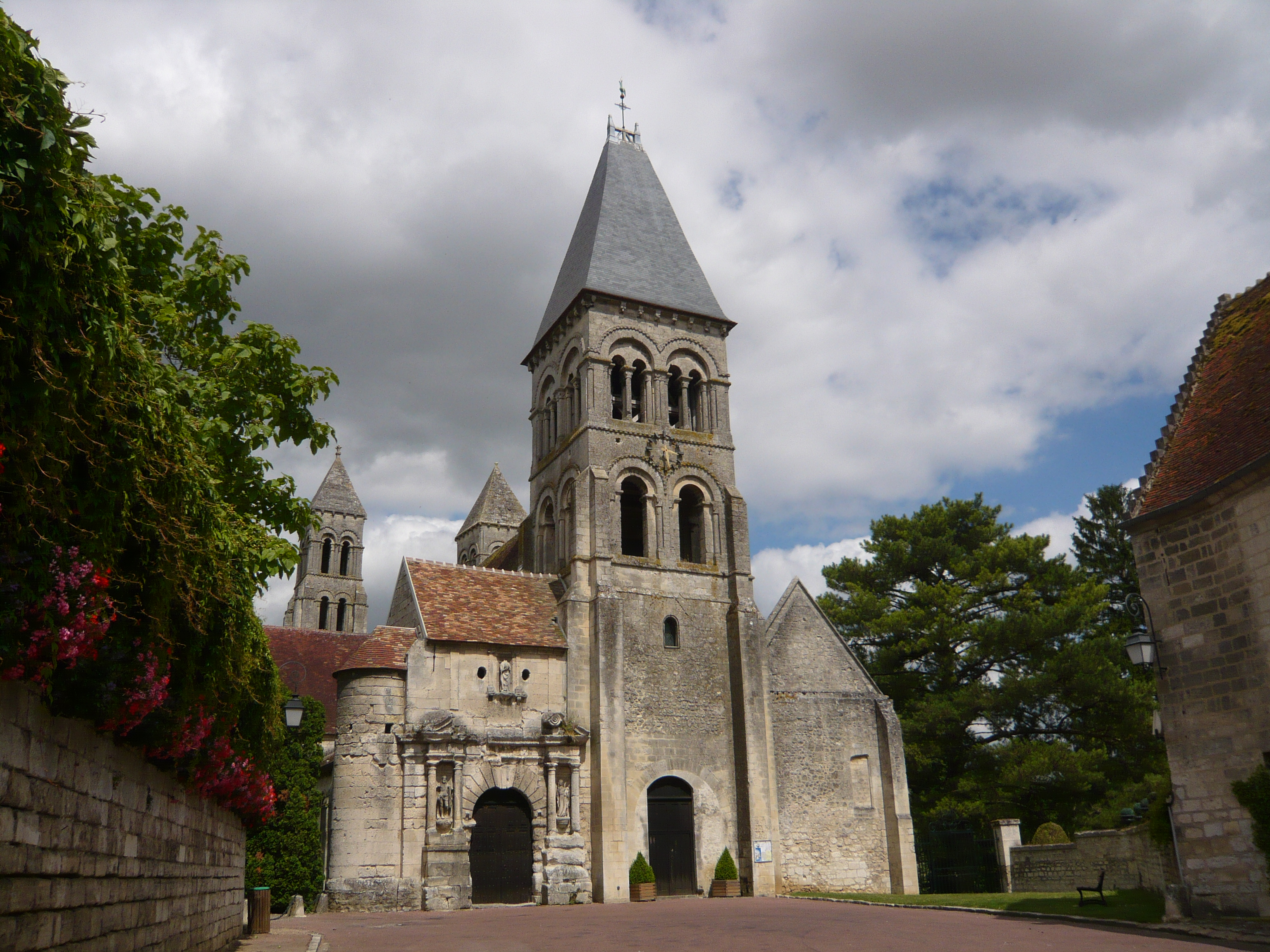
Аббатство Нотр-Дам де Мориенваль[фр.], где снималась сцена венчания
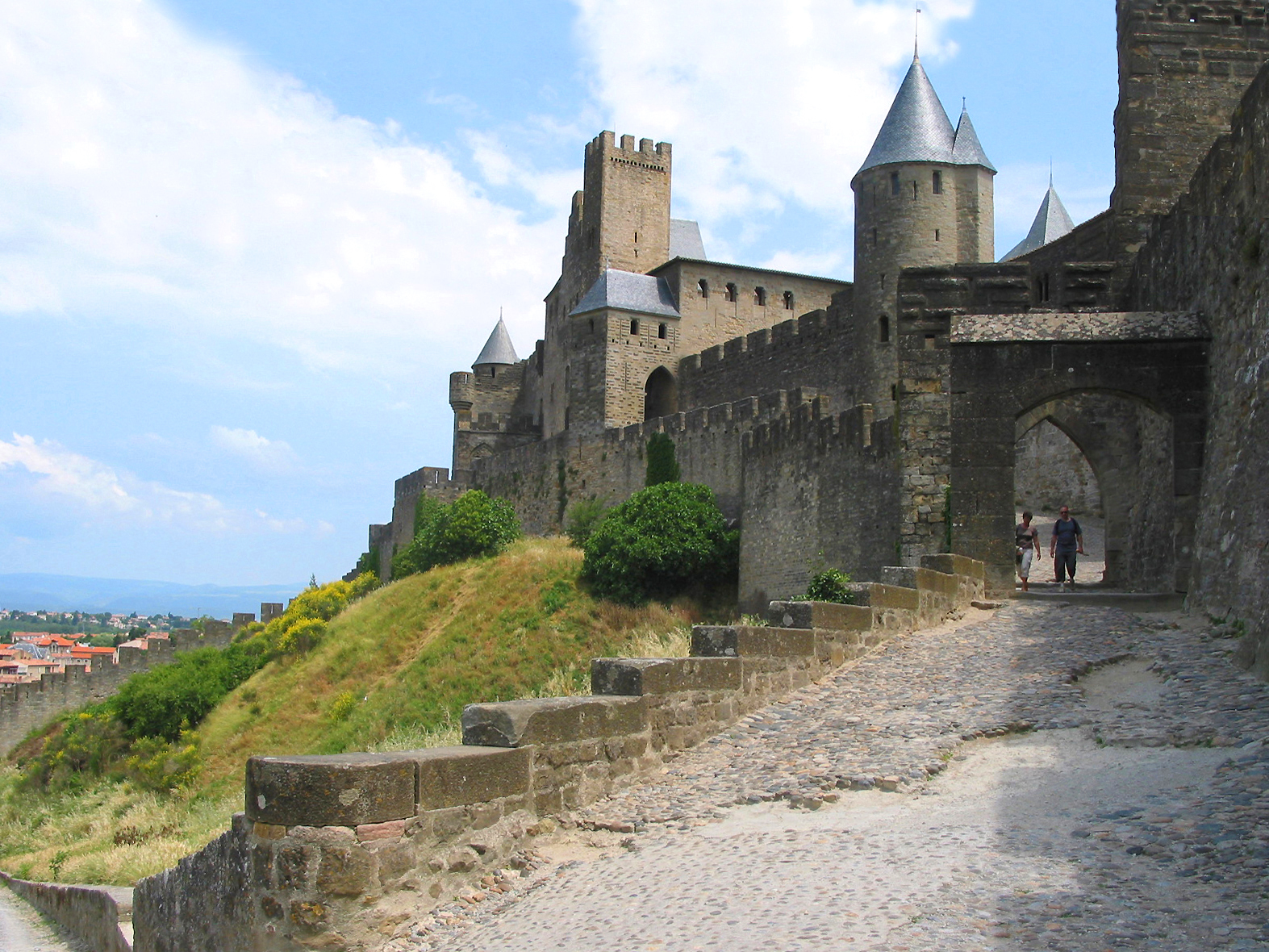
Крепость Каркасон
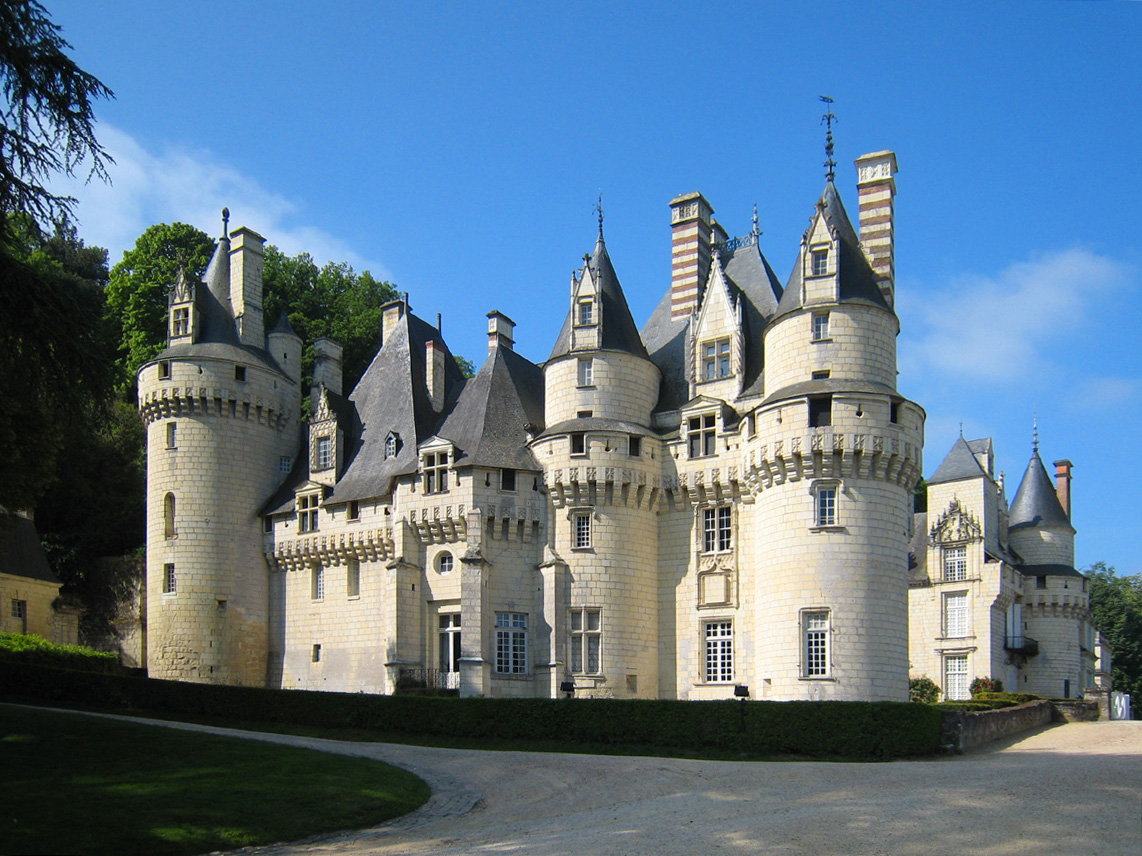
Замок Юссе
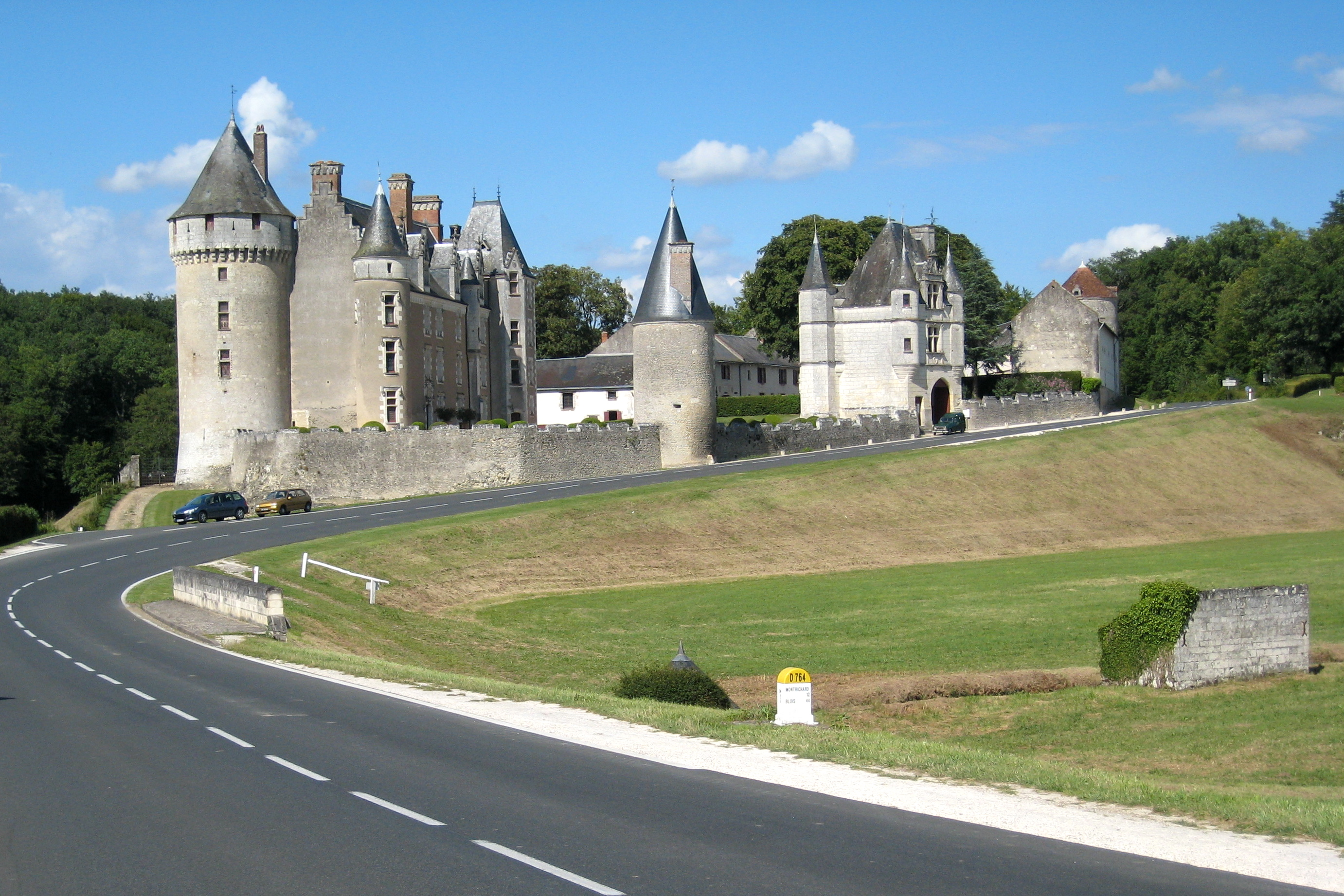
Замок Монпупон

## Издание на видео
- Во Франции неоднократно выпускался на DVD: 30 ноября 2000 года, 12 мая 2010 года.